# Sorcerian
Sorcerian (japonsky ソーサリアン, Sósárian) je japonská akční RPG hra od vývojářské společnosti Nihon Falcom. Vydána byla původně pro osobní počítače PC-8801 20. prosince 1987 pouze v japonštině. V pozdějších letech byla hra vydávána na různé jiné platformy japonsky i anglicky.

## Hratelnost
Jedná se o plošinovku a akční RPG, v níž může hráč vytvořit až deset hratelných postav, z nichž si vybere čtyři do své herní party, kteří se vydají na dobrodružství. Jednotlivým postavám lze vybrat pohlaví, národnost (bojovník, čaroděj, elf, trpaslík) a zaměření (celkem 60). Každý má své přednosti a slabiny, jež jsou vyjádřené sedmi vlastnostmi postav (síla, inteligence, obranyschopnost, obrana proti magii, vitalita, obratnost a karma) a také rozdílnými omezeními výbavy. Jednotlivé postavy mohou využívat až 120 různých druhů kouzel, rozdělených do pěti magických tříd. Systém magie je v této hře velmi složitý a zahrnuje výběr kombinace živlů k vytváření silnějších kouzel.
Hráč si při hraní vybírá z celkem patnácti scénářů respektive úkolů, tudíž se děj hry odvíjí nelineárně. Parta hráčových postav musí při postupu bojovat s nepřáteli a splnit různé úkoly, než bude moci pokročit do dalšího scénáře. Hráč ovládá celou partu postav naráz, přičemž se všechny čtyři postavy pohybují v řadě za sebou, na stisk tlačítka se mění vůdce party, přeskakují překážky jeden po druhém a všichni provádí soustředěné útoky na tentýž cíl. Ve hře se též vyskytují hlavolamy, které může vyřešit jen postava s konkrétním zaměřením (například postava vyrazí dveře díky vysoké hodnotě síly).
Na začátku hry mají všechny hráčovy postavy stanoven věk na 16 let. Při každém zahájení nového scénáře postavy zestárnou o jeden rok. Další čas pak uplyne, když parta postav navštěvuje město za účelem například tréninku nebo očarování předmětů, nebo využije možnost "Advance Time", aby zrychlil běh času. Jednotlivé postavy však stárnou jiným způsobem podle toho, z jakého jsou národa. Postava je herními mechanismy považovaná za starou, jakmile člověk dosáhne věku 60 let, trpaslík 100 let a elf 200 let. Při překročení těchto věků u postavy může s každým dalším rokem života postava náhle zemřít. Tento systém stárnutí postav byl do této hry zahrnut i s ohledem na možnost instalace rozšíření hry, při nichž k původním patnácti scénářům přibudou další nové.

## Vydání
Hra původně vyšla na osobních počítačích PC-8801 v roce 1987 a později se dočkala vydání i na jiných typech osobních počítačů, jakými byly NEC PC-9801, NEC PC-88VA, Sharp X1 Turbo a MSX2, na nichž vyšla pod názvem Dragon Slayer V: Sorcerian. Anglická verze Sorceriana vyšla poprvé až ve verzi pro MS-DOS, o kterou se zasloužila společnost Sierra Entertainment v roce 1990. Dále byla tato hra vydávána i na platformách Atari ST, Amiga, Apple IIGS. Bylo oznámeno, že hra vyjde i na platformách Macintosh, avšak tento slib již splněn nebyl..
V roce 1997 došlo k vydání hry na osobních počítačích, jež běžely na operačním systému Microsoft Windows. Toto vydání bylo pojmenováno Sorcerian Forever. V roce 2000 vydal Nihon Falcom Sorcerian Original, což byla předělávka Sorceriana pro osobní počítače se systémem Microsoft Windows. Kromě těchto verzí vycházela hra i na herní konzole, které však měly na rozdíl od předělávek PC verzí do jisté míry pozměněný obsah. Verzi pro Mega Drive totiž vyvíjela společnost Sega, verzi pro TurboGrafx-CD vyvjíla společnost Victor Musical Industries a verzi pro Dreamcast vyvíjela společnost Victor Interactive Software. Verze pro Mega Drive pak byla znovu vydána 16. září 2008 na Wii Virtual Console. Verze pro iOS vyšla 20. ledna 2012 díky společnosti Aeria Inc. Tato verze byla k dispozici zdarma, avšak přístupných bylo jen pět scénářů a velikost party byla též omezena na pět postav. Pro zpřístupnění ostatních součástí hry si hráč již hru musel koupit.
Avšak na počest 25. výročí vydání Sorceriana bylo možné hrát plnou verzi pro iOS mezi 6. a 20. prosincem 2012 zdarma, k tomu byly hráčům poskytnuty 10000 zlata, dvakrát předmět pro oživení úrovně 3 a 3 magické předměty. Registrovaní hráči na AeriaGames dostali oživení úrovně 3 dokonce třikrát. V roce 2014 byla znovu vydána verze pro PC-88 společně s hrou Romancia na distribuční síti retro her EGG.
Mobilní verze (iAppli), jež byla pojmenovaná Advanced Sorcerian, byla opětovně vydána pro Nintendo Switch v únoru 2021.

### Datadisky
Pro verzi na PC-8801 bylo vydáno několik datadisků, jež obsahují několik nových epizodních scénářů. Na jejich vývoji se podílel jak Nihon Falcom, tak třetí strany.
- Vyvinuté Nihon Falcomem:
  - Sorcerian Utility Vol. 1, Sorcerian Additional Scenario Vol. 1
  - Sorcerian Additional Scenario Vol. 2 – Sengoku Sorcerian
  - Sorcerian Additional Scenario Vol. 3 – Pyramid Sorcerian
- Vyvinuté společností Amorphous:
  - Sorcerian New Scenario Vol. 1 – The Visitor from Outer Space, Selected Sorcerian 1, Selected Sorcerian 2, Selected Sorcerian 3, Selected Sorcerian 4, Selected Sorcerian 5
- Vyvinuté společností Quasar Soft:
  - Gilgamesh Sorcerian

### Hudba
Soundtrack k původní hře Sorcerian byl složen hudebními skladateli Júzem Koširou, Miekou Išikawaovou, Reiko Takebajašiovou, Hidejem Nagatou a Takahitem Abem. Hudbu ke scénářům, jež vyšly v datadiscích, skládala už pouze Mieko Išikawaová. Původní soundtrack k Sorcerianovi pro verzi na TurboGrafx-16 předělával Kendži Kawai. Rob Atesalp a Ken Allen přizpůsobovali původní soundtrack na MT-32 MIDI v anglické verzi od Sierra Entertainment.
Hudba k Sorcerianovi byla vydána na několika CD:
- Music from Sorcerian: Původní soundtrack pro verzi hry na PC-88.[14]
- All Sounds of Sorcerian: Původní soundtrack, v němž ale melodie použité ve stejném scénáři na sebe plynule navazují. Obsahuje navíc dvě přepracované melodie.[15]
- Sorcerian Super Arrange Version: Třídílné album písní, jež přepracoval Hirojuki Namba. První díl obsahuje předělávky písní 15 základních scénářů. Druhý díl obsahuje předělávky písní 15 základních scénářů, jež se nevešly do prvního dílu, společně s původní a upravenou hudbou z rozšíření Additional Scenario Vol. 1. 3. díl obsahuje původní nahrávky a upravené verze z datadisků Additional Scenario Vol. 2 a Vol. 3.[16]
- Perfect Collection Sorcerian: Dvojdílné album, jež obsahuje různě upravené písně z původní verze Sorceriana.[17]
- Sorcerian Forever I & II: Dvojdílné album, jež obsahuje předělanou a zkvalitněnou hudbu původní verze Sorceriana.[18]

## Přijetí
V roce 1990 recenzoval časopis Famicú verzi pro Mega Drive a ohodnotil ji pozitivním skórem 27 ze 40.
V červencovém (16.) čísle časopisu Games International vyjádřil Theo Clarke zklamání, animaci ve hře označil za „primitivní“, a poukázal na „velmi nepatrný realismus“. Dle něj se jedná více o arkádu než o RPG, a ohodnotil ji 6 body z 10, přičemž ji nazval „dobře zachovalým muzejním exponátem“.
Naopak v říjnovém vydání časopisu Computer Gaming World v roce 1991 poznamenal Scorpia, že má hra „zajímavé vlastnosti“, a pochvaloval si rozdělení hry do tolika scénářů, protože hra „místo obvykle dlouhého dobrodružného příběhu nese patnáct oddělených malých úkolů, umožňujících jistou míru různorodosti.“ Avšak nelíbil se mu systém magie a poznamenal, že je hra ve svém stylu arkáda, což je pro japonskou videohru typické, a pro některé to bude otrava, ale poznamenal, že je nejedná o bezduché mlácení nepřátel, protože hra obsahuje i hlavolamy, které se musí překonat pro postup dále. Scorpia shrnul Sorceriana tak, že je „dobrý pro změnu tempa“ u těch, kterým se líbí arkádové akční hry.
Herní vývojář Hideki Kamija ze společnosti PlatinumGames se během vývoje hry Scalebound nechal slyšet, že ho inspirovaly Sorcerian a také Hydlide 3. Ovlivnilo ho fantasy prostředí ze Sorceriana, „gigantické příšery, různé scénáře, široké možnosti, spousta dobrodružství a nepřátelé typu hydra a úžasní draci“.